# دانا سكوت
دانا سكوت (بالإنجليزية: Dana Scott)‏ عالم حاسوب أمريكي، اشتهر بعمله في مجال علم الحاسوب ورياضياتوفلسفة، فاز مع مايكل رابينبجائزة تورنغ في عام 1976.

## وصلات خارجية
- دانا سكوت في شجرة علماء الرياضيات
- قائمة النشرات من البحث الأكاديمي في مايكروسوفت [الإنجليزية]‏